# Caló des Màrmols
El Caló des Màrmols o Cala es Màrmols és una cala del municipi mallorquí de Santanyí.
És la cala del litoral llevantí més propera al cap de ses Salines. És formada per una entrada del mar de 300 metres rodejada de penya-segats de 20 metres d'alçada, provocada per l'excavació del torrent homònim. Al fons de la cala hi ha una platja de 35 metres d'amplada per 40 de llargada de sorra fina. La cala es troba al litoral de la possessió des Rafals dels Porcs, rodejada de pinars i matollars i està inclosa com a àrea Natural d'Especial Interès; és per aquests motius que actualment no es troba urbanitzada i sigui de difícil accés. Per accedir-hi per terra es pot fer des del cap de ses Salines per un camí resseguint la costa (5 km.), des de cala s'Almunia també resseguint la costa o bé accedint-hi pel camí privat del Rafal des Porcs (2,5 km.), amb previ permís de la propietat.
Degut al difícil accés de la cala normalment hi ha escassos banyistes tot i que últimament s'ha popularitzat.